# آلاموس
آلاموس (به اسپانیایی: Álamos) یک منطقهٔ مسکونی در مکزیک است که در Álamos Municipality واقع شده‌است. آلاموس ۲۴٬۴۹۳ نفر جمعیت دارد.